# میوسمین
میوسمین (به انگلیسی: Myosmine) یک ترکیب شیمیایی با شناسه پاب‌کم ۴۴۲۶۴۹ است. 